# Московский мост (Подгорица)
Московский мост, (серб. Moskovski most) — пешеходный металлический арочный мост через реку Морача в Подгорице, Черногория.

## Описание
Пешеходный Московский мост соединяет два берега реки Морача. С одной стороны от него отходит Херцеговачка улица,а с другой он выводит на бульвар Йована Томашевича.
На западном берегу реки рядом с мостом расположен памятник известному советскому поэту, актеру и автору песен Владимиру Высоцкому. 
Мост стал подарком города Москвы народу Черногории и должен был подчеркнуть тесные дружественные связи между двумя городами. Его длина составляет 105 м, а стоимость строительства составила около 2,2 млн. евро. По проекту этого сооружения вдоль всего моста были установлены оригинальные скамьи с подсветкой. Московский мост быстро стал одним из любимых мест отдыха жителей Подгорицы и многочисленных гостей города.
Основной проект был разработан российским институтом Гипростроймост при содействии инженерно-строительного факультета Подгорицы, а построен фирмами "Энергомаш" из Белгорода (Россия) и "Иннермост" (Белград, Сербия).

## История
Мост был официально открыт 19 декабря 2008 года президентом Черногории Филиппом Вуяновичем, мэром Подгорицы Миомиром Мугошей и Алексеем Александровым, главой Центрального административного округа Москвы.